# Bước nhảy ngàn cân
Bước nhảy ngàn cân là chương trình tìm kiếm tài năng khiêu vũ dành cho các thí sinh có thể trạng quá khổ, dựa theo format Dance Your Fat Off đến từ NBCUniversal, do Ban Sản xuất Các chương trình Giải trí, Đài Truyền hình Việt Nam phối hợp cùng với Đông Tây Promotion thực hiện. Đây được xem là một trong số các chương trình truyền hình thực tế đặc biệt nhất có sức ảnh hưởng và lan tỏa trên phạm vi toàn thế giới. Chương trình được phát sóng vào lúc 21:10 tối chủ nhật hàng tuần từ ngày 4/10/2015 đến ngày 12/11/2017 trên kênh VTV3.

## Mùa phát sóng
| Mùa | Ngày phát sóng         | Nhà vô địch               | Á quân                             | Thứ tự loại trừ | Số thí sinh |
| --- | ---------------------- | ------------------------- | ---------------------------------- | --- | ----------- |
| 1   | 4/10/2015 - 20/12/2015 | Nguyễn Ngọc Sơn           | Ngô Thủy Tiên Trần Thị Huyền Thanh | Nguyễn Minh Trang, Nguyễn Đặng Hạnh Tâm, Huỳnh Chí Lễ, Phạm Anh Quang, Lê Ánh Nguyệt, Liêu Anh Kiệt, Phạm Anh Khoa, Nguyễn Thắng, Nguyễn Thị Minh Thảo                                                                                        | 12          |
| 2   | 28/8/2016 - 13/11/2016 | Nguyễn Phước Phương Tố Tố | Võ Ngọc Khánh Nguyễn Lộc Vượng     | Đinh Cao Thanh Hoài, Trần Thị Phương Yến, Lê Văn Thao, Nguyễn Thị Thùy Trang & Nguyễn Thị Ngân An, Nguyễn Thị Nga, Nguyễn Thị Mai Trang, Nguyễn Thái Sơn, Phan Xuân Lộc                                                                       | 12          |
| 3   | 3/9/2017 - 12/11/2017  | Nguyễn Thị Thanh Huyền    | Hồ Nhất Thống Trần Quang Duy       | Hùng Thị Hương Trà & Nguyễn Thị Vân Anh & Lâm Tiền Gia Bảo & Chu Hoàng Nhật Minh, Lê Tấn Đạt, Nguyễn Minh Hiếu, Nguyễn Thanh Thủy, Nguyễn Vũ Huỳnh Hòa, Hoàng Tố Linh, Lâm Thị Huỳnh Duyên, Lê Nguyễn Trà My, Huỳnh Minh Hiếu, Nguyễn Thục Ân | 14          |

## Thí sinh

### Mùa 1
| Họ và tên thí sinh   | Cân nặng ban đầu  | Vũ công                     | Thời điểm bị loại | Thứ hạng    |
| -------------------- | ----------------- | --------------------------- | ----------------- | ----------- |
| Nguyễn Minh Trang    | 81,3 kg (179 lb)  | Minh Hiền                   | Bị loại ở tập 2   | Top 12      |
| Nguyễn Đặng Hạnh Tâm | 102 kg (225 lb)   | Anh Huy                     | Bị loại ở tập 3   | Top 11      |
| Huỳnh Chí Lễ         | 113,4 kg (250 lb) | Kim Anh                     | Bị loại ở tập 4   | Top 10      |
| Phạm Anh Quang       | 83,4 kg (184 lb)  | Thùy Vân                    | Bị loại ở tập 5   | Top 9       |
| Lê Ánh Nguyệt        | 96,3 kg (212 lb)  | Trương Nam Thành/Đình Lộc 1 | Bị loại ở tập 6   | Top 8       |
| Liêu Anh Kiệt        | 147,8 kg (326 lb) | Kim Phụng/Xuân Thảo 2       | Bị loại ở tập 7   | Top 7       |
| Phạm Anh Khoa        | 107,8 kg (238 lb) | Ốc Thanh Vân                | Bị loại ở tập 8   | Top 6       |
| Nguyễn Thắng         | 97,2 kg (214 lb)  | Ngọc Anh                    | Bị loại ở tập 9   | Top 5       |
| Nguyễn Thị Minh Thảo | 92,1 kg (203 lb)  | Lâm Vinh Hải/Minh Hiền 3    | Bị loại ở tập 10  | Top 4       |
| Trần Thị Huyền Thanh | 76,9 kg (170 lb)  | Quang Đăng                  | Chung kết         | Á quân 2    |
| Ngô Thủy Tiên        | 127 kg (280 lb)   | Sơn Lâm                     | Chung kết         | Á quân 1    |
| Nguyễn Ngọc Sơn      | 86,7 kg (191 lb)  | Phạm Lịch                   | Chung kết         | Nhà vô địch |

^1  Từ đêm thi 3, vũ công Đình Lộc hỗ trợ cho Ánh Nguyệt
^2  Từ đêm thi 5, vũ công Xuân Thảo hỗ trợ cho Anh Kiệt
^3  Ở đêm thi 10, vũ công Lâm Vinh Hải bị triệu chứng tái phát thoát vị đĩa đệm trong lúc tập luyện nên vắng mặt trong đêm thi, vũ công Minh Hiền hỗ trợ cho Minh Thảo trong đêm thi.

### Mùa 2
| Họ và tên thí sinh        | Cân nặng ban đầu  | Vũ công             | Thời điểm bị loại | Thứ hạng    |
| ------------------------- | ----------------- | ------------------- | ----------------- | ----------- |
| Đinh Cao Thanh Hoài       | 103 kg (227 lb)   | Gia Bảo             | Bị loại ở tập 2   | Top 12      |
| Trần Thị Phương Yến       | 84 kg (185 lb)    | Phi Hải             | Bị loại ở tập 3   | Top 11      |
| Lê Văn Thao               | 136 kg (300 lb)   | Tố Như              | Bị loại ở tập 4   | Top 10      |
| Nguyễn Thị Thùy Trang     | 96 kg (212 lb)    | Mạnh Quyền          | Bị loại ở tập 6   | Top 9       |
| Nguyễn Thị Ngân An        | 99 kg (218 lb)    | Nhật Anh            | Bị loại ở tập 6   | Top 9       |
| Nguyễn Thị Nga            | 88 kg (194 lb)    | Duy Hải             | Bị loại ở tập 7   | Top 7       |
| Nguyễn Thị Mai Trang      | 81 kg (179 lb)    | Minh Hiền/Huỳnh Huy | Bị loại ở tập 8   | Top 6       |
| Nguyễn Thái Sơn           | 105,2 kg (232 lb) | Phạm Lịch           | Bị loại ở tập 9   | Top 5       |
| Phan Xuân Lộc             | 120,3 kg (265 lb) | Hải Anh             | Bị loại ở tập 10  | Top 4       |
| Nguyễn Lộc Vượng          | 95 kg (209 lb)    | Ngọc Anh            | Chung kết         | Á quân 2    |
| Võ Ngọc Khánh             | 111 kg (245 lb)   | Huỳnh Mến           | Chung kết         | Á quân 1    |
| Nguyễn Phước Phương Tố Tố | 90 kg (200 lb)    | Quang Đăng/Đình Lộc | Chung kết         | Nhà vô địch |

### Mùa 3
| Họ và tên thí sinh     | Tuổi | Quê quán   | Cân nặng ban đầu  | Vũ công              | Thời điểm bị loại | Thứ hạng    |
| ---------------------- | ---- | ---------- | ----------------- | -------------------- | ----------------- | ----------- |
| Hùng Thị Hương Trà     | 20   | Hà Giang   | 92 kg (203 lb)    | Không có             | Bị loại ở tập 1   | Top 16      |
| Nguyễn Thị Vân Anh     | 21   | Bắc Giang  | 97,2 kg (214 lb)  | Không có             | Bị loại ở tập 1   | Top 16      |
| Lâm Tiền Gia Bảo       | 21   | Bình Thuận | 102 kg (225 lb)   | Không có             | Bị loại ở tập 1   | Top 16      |
| Chu Hoàng Nhật Minh    | 24   | Đồng Nai   | 117 kg (258 lb)   | Không có             | Bị loại ở tập 1   | Top 16      |
| Lê Tấn Đạt             | 25   | Kiên Giang | 130 kg (290 lb)   | Viễn Phượng          | Bị loại ở tập 2   | Top 12      |
| Nguyễn Minh Hiếu       | 18   | Đắk Lắk    | 102,3 kg (226 lb) | Phạm Lịch            | Bị loại ở tập 3   | Top 11      |
| Nguyễn Thanh Thủy      | 22   | Hà Nội     | 92,5 kg (204 lb)  | Hữu Phước            | Bị loại ở tập 4   | Top 10      |
| Nguyễn Vũ Huỳnh Hòa    | 24   | TP.HCM     | 108 kg (238 lb)   | Hải Anh              | Bị loại ở tập 5   | Top 9       |
| Hoàng Tố Linh          | 27   | TP.HCM     | 124 kg (273 lb)   | Hiếu Đoàn            | Bị loại ở tập 6   | Top 8       |
| Lâm Thị Huỳnh Duyên    | 21   | TP.HCM     | 96 kg (212 lb)    | Lâm Vinh Hải         | Bị loại ở tập 7   | Top 7       |
| Lê Nguyễn Trà My       | 23   | TP.HCM     | 91,2 kg (201 lb)  | Hà Lộc               | Bị loại ở tập 8   | Top 6       |
| Huỳnh Minh Hiếu        | 23   | Bình Thuận | 160,9 kg (355 lb) | Trúc Anh             | Bị loại ở tập 9   | Top 5       |
| Nguyễn Thục Ân         | 20   | Bến Tre    | 98 kg (216 lb)    | Quang Đăng/Hữu Phước | Bị loại ở tập 10  | Top 4       |
| Trần Quang Duy         | 21   | Quảng Ninh | 92 kg (203 lb)    | Ngọc Anh             | Chung kết         | Á quân 2    |
| Hồ Nhất Thống          | 19   | TP.HCM     | 141 kg (311 lb)   | Huỳnh Mến            | Chung kết         | Á quân 1    |
| Nguyễn Thị Thanh Huyền | 29   | Hà Nội     | 87,1 kg (192 lb)  | Đình Lộc             | Chung kết         | Nhà vô địch |

## Vũ công tham dự
| Vũ công          | 1            | Vị trí      | 2          | Vị trí      | 3 | Vị trí |
| ---------------- | ------------ | ----------- | ---------- | ----------- | - | ------ |
| Hải Anh          |              |             | Xuân Lộc   | Top 4       |   |        |
| Kim Anh          | Chí Lễ       | Top 10      |            |             |   |        |
| Ngọc Anh         | Nguyễn Thắng | Top 5       | Lộc Vượng  | Á quân 2    |   |        |
| Nhật Anh         |              |             | Ngân An    | Top 9       |   |        |
| Gia Bảo          |              |             | Thanh Hoài | Top 12      |   |        |
| Quang Đăng       | Huyền Thanh  | Á quân 2    | Tố Tố      | 2 tuần đầu  |   |        |
| Duy Hải          |              |             | Nguyễn Nga | Top 7       |   |        |
| Phi Hải          |              |             | Phương Yến | Top 11      |   |        |
| Lâm Vinh Hải     | Minh Thảo    | Top 4       |            |             |   |        |
| Minh Hiền        | Minh Trang   | Top 12      | Mai Trang  | Top 6       |   |        |
| Anh Huy          | Hạnh Tâm     | Top 11      |            |             |   |        |
| Huỳnh Huy        |              |             | Mai Trang  | Đêm thi 7   |   |        |
| Sơn Lâm          | Thủy Tiên    | Á quân 1    |            |             |   |        |
| Phạm Lịch        | Ngọc Sơn     | Nhà vô địch | Thái Sơn   | Top 5       |   |        |
| Đình Lộc         | Ánh Nguyệt   | Top 8       | Tố Tố      | Nhà vô địch |   |        |
| Huỳnh Mến        |              |             | Ngọc Khánh | Á quân 1    |   |        |
| Tố Như           |              |             | Văn Thao   | Top 10      |   |        |
| Kim Phụng        | Anh Kiệt     | 4 tuần đầu  |            |             |   |        |
| Mạnh Quyền       |              |             | Thùy Trang | Top 9       |   |        |
| Trương Nam Thành | Anh Nguyệt   | 2 tuần đầu  |            |             |   |        |
| Xuân Thảo        | Anh Kiệt     | Top 7       |            |             |   |        |
| Thùy Vân         | Anh Quang    | Top 9       |            |             |   |        |
| Ốc Thanh Vân     | Anh Khoa     | Top 6       |            |             |   |        |

## Tạm ngừng phát sóng
Trong suốt thời gian phát sóng, chương trình đã có một số lần phải tạm dừng phát sóng do trùng với thời điểm diễn ra các sự kiện đặc biệt và đã phát sóng trở lại sau đó 7 ngày. Cụ thể:
- 18/10/2015, do trùng với lễ bế mạc tuần lễ thời trang Việt Nam.
- 2/10/2016, do trùng với trận chung kết Vietnam's Next Top Model 2016.

## Nhà tài trợ
- Viên uống Giảm cân LIC - Eco Pharma (2015)
- Trà thảo mộc Dr. Thanh - Tập đoàn Tân Hiệp Phát (2016)
- Không có nhà tài trợ (2017)

## Ngừng phát sóng
Chương trình đã chính thức nói lời chia tay khán giả sau đêm chung kết mùa thứ 3 vào ngày 12/11/2017.